# 侬智高

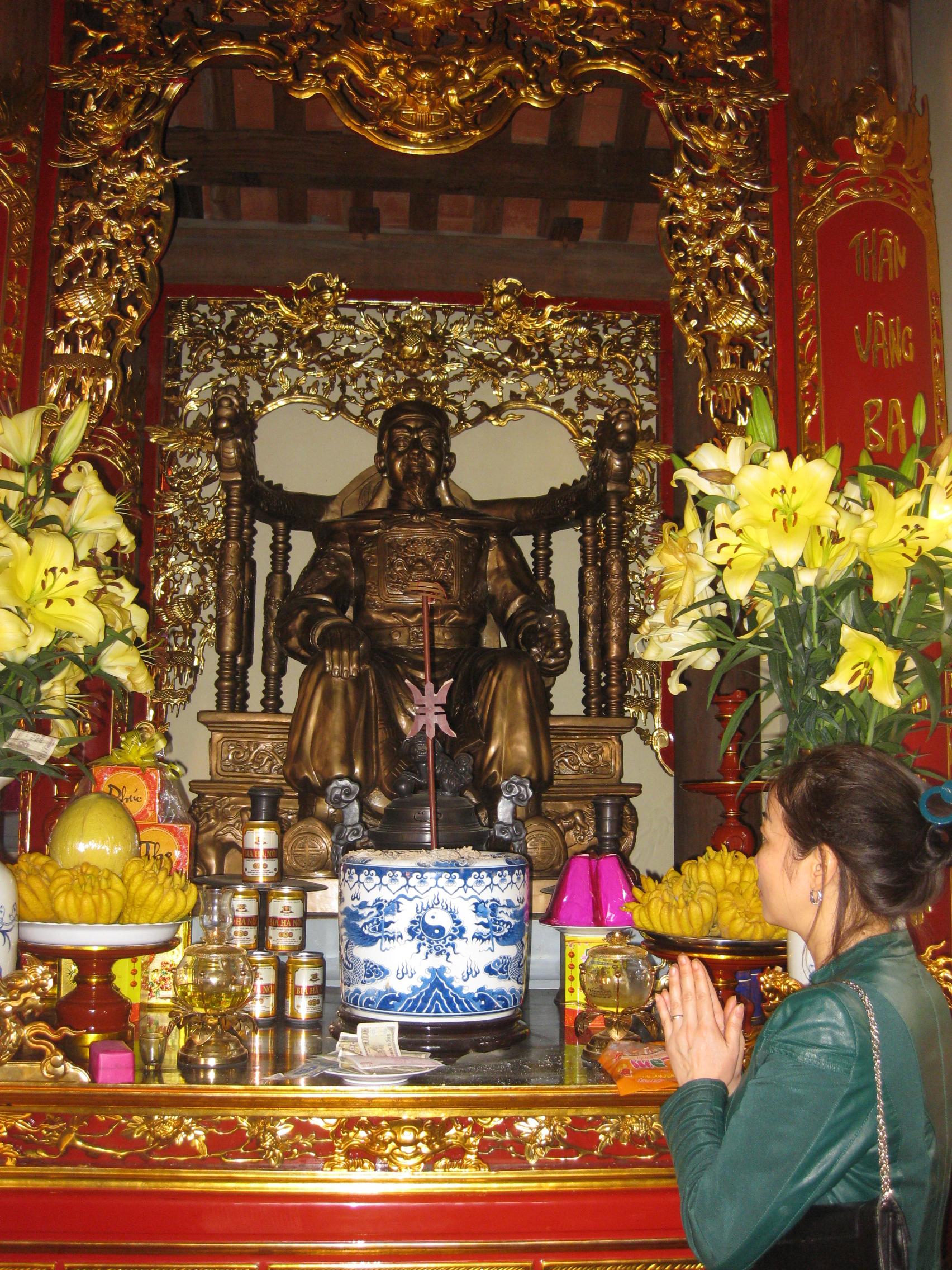
侬智高塑像

侬智高（壮语：Nungz Ciqgau；1025年—1055年）是北宋中期廣源州蠻酋長，於宋仁宗年間起事，被宋軍名將狄青打敗，逃往大理國，最終被大理當局處決。

## 生平

### 出身
侬智高早年受汉族文化影响较深，能寫文章，曾考进士不中。其父侬全福为当地势力最大的部族首领，为傥犹州知州，于1029年后在当地建立“长生国”（一作“长其国”），自称“昭圣皇帝”，立其妻阿侬为“明德皇后”，封侬智聪为“南衙王”。侬全福一度依附大瞿越李朝，但不久又宣布独立，不接受李朝的宗主地位。1039年（李太宗通瑞五年），李朝皇帝李太宗率军突袭长生国，焚毁城寨，俘虏侬全福、侬智聪等五人至昇龍。侬智高与其母阿侬逃脱。

### 繼位
侬智高继位后，向李朝请求释放其父，李太宗却杀其父于昇龍。李太宗虽杀死侬全福、侬智聪等人，却任命侬智高为广源州知州，增授雷火、平安、婆四洞及思琅州之地。侬智高遂奉行依附北宋的策略，七次奉上黄金要求内附，但北宋担心此举将激怒大越，未予以答应。侬遂于1041年（宋仁宗庆历元年）自立为王，国号“大历国”。在其母阿侬辅佐下，举兵攻占傥犹州，这招致了李朝又一次军事进攻，侬智高被俘。但是，侬智高在表示愿意臣服于李朝之后，李太宗将侬智高释放，任命他为广源州知州，增授雷火、平安、婆四洞及思琅州之地，希望能够借其手反对北宋。。1043年，又派魏徵出使广源州，赐予侬智高都印，赐郡王印，拜授太保官职。
1045年（庆历五年），侬智高与部属侬建侯、侬智忠和汉族黄玮、黄师宓等起兵，占领安德州，宣布建立“南天国”，年号景瑞，再次与李朝决裂。1048年（景瑞三年），李朝派太尉郭盛溢攻打侬智高，侬智高投降李朝。向宋朝请内附，以求获一职统摄诸部，抗击李朝掠夺，遭拒。次年，侬智高开始袭扰北宋，希望能在北宋和大越之间建立一个独立势力。
侬智高其后仍多次向北宋求取官职，均被北宋地方官员拒绝，在此情况之下，侬智高决定全力反宋，希望能乘宋军主力不在南方之机迅速控制岭南地区，并以此为基本与北宋议和。

### 起事
南天国景瑞四年（北宋皇祐四年）四月初六（1052年5月7日），侬智高以五千人起兵，沿右江东下。五月初一（5月31日），攻占邕州（治所在今广西壮族自治区南寧市），守将张日新等战死，邕州指挥使元斌贝被侬智高生擒。执杀知州陈珙，释放囚犯，开仓济贫。侬智高在邕州自立为“仁惠皇帝”，国号“大南”，年号启历，一应官制都按照中国规制设立，兵员增至一万余人。

五月初九（6月8日），侬智高率主力东征，一路势如破竹，“一人持牌以蔽身，二人持枪以杀人，众进如堵，弓矢莫能加”，连下横（今广西横县）、贵（今广西贵港市）、浔（今广西桂平县）、龚州、藤（今广西藤县）、梧（今广西梧州市）等十二州；唯浔州、封川、康州抵抗，孙抗下落不明，曹觐、赵师旦殉国。五月廿六（6月25日），进围广州。英州知州苏缄认为广州是中心地区，不去救援就会无义，便将公务暂委下属，亲自招募数千兵士前往救援。苏缄捕杀了侬智高手下谋士黄师宓之父，使对手丧失斗志，乘机狙击而立下战功。宋仁宗为表嘉奖，任苏缄为供备库副使、广东都监，管押两路兵甲，遣中使赐朝衣、金带。但后来在追击的战斗中失利，主将陈曙被诛，苏缄也被降为房州司马。由于广州城池坚固，侬智高又缺乏攻城器械，被迫在围攻57天不克后撤围北上。此时，侬智高全军已发展为5万人。其后，侬智高军队席卷广西、广东各地，攻打贺州、昭州、宾州，击杀宋将张忠、蒋偕，并计划北上攻打湖南。
1052年10月（农历九月），宋仁宗被迫撤回西夏前线的主力，任命狄青为枢密副使、宣抚使，率兵三万南征侬智高。狄青為提振軍心，在桂州城南一庙宇內撒出百板銅錢，結果百枚铜钱字面无一不朝上，全军欢声雷动。狄青先锋杨文广于年底抵达桂州，与侬军相遇，作战不利，一度被困。狄青传令在西军主力未到之前，广南西路各部不得主动出击。1月30日，狄青为整顿军纪，將擅自出兵大败而溃于昆仑关（今广西邕宁、宾阳交界处）的广西钤辖陈曙等三十一人處斬，孙沔、余靖相顾愕眙，陈曙是经略安抚使余靖的部下，余靖上前谢罪说：“曙之失律，亦靖节制之罪也。”狄青回答说：“舍人文臣，军旅之责非所任也。”，於是“兵将股栗，咸思用命”。
1053年初，狄青主力抵达广西。侬智高中狄青的缓兵之计，被狄青偷袭昆仑关得手，被迫在正月十八日己未与狄青决战于邕州归仁铺战役，侬智高军的特点是标枪与蛮牌互为弥补，在歸仁鋪的平原上，無法抵擋宋軍骑兵的冲击。是役宋军追奔十五里，斩首二千二百余级，生擒五百余人，尸甲如山，积于道路，将相死者五十七人。大南國黄师宓、侬建侯、侬志忠均战殁于阵。侬智高率残兵退入邕州，当晚纵火烧城遁于铜柱之外。邕州城破之时，侬智高依附于特磨寨之侬夏卿，练习骑战，以图东山再起。侬智高很早就知道難以抗衡狄青的騎兵，他在寫給结峒酋长黄守陵的信中，坦承自己的军队如与宋军的骑兵作战，不太可能獲勝。二月二十九日己亥，狄青班师至桂林。
侬智高派梁珠前往李朝求援，李朝派指挥使武珥前往救援，但援军未至，侬智高又被狄青击败。侬智高率兵五百及六妻六子逃奔大理国，被安置于元江流域。皇祐五年十二月（1054年），余靖以杨元卿、陈充等人率六州之兵袭击特磨寨，生擒侬智高之母阿侬、弟侬智光、二子侬继封、侬继明。次年，儂智高因故被大理國朝廷處決。

## 後世形象

### 歷史評價
传统的中、越史料皆将侬智高视同叛逆之人。而由于侬智高引起的战乱极大损害了岭南汉族的利益，因此在汉族史书中，侬智高往往被描写成为恶魔或者邪恶巫师形象。
最早为侬智高鸣不平的学者是黄现璠。1962年4月2日，黄现璠在《广西日报》上发表《侬智高起兵反宋是正义的战争》一文，後又撰写了《侬智高》一书，尝试全面论证侬智高起兵反宋的正义性。广西壮族自治区人民政府原主席韦纯束以及一些学者相继给予其评价。

### 民間信仰
儂智高力抗外族強權的形象成為中越邊境壯傣民族民間信仰中的偉大英雄。高平省至今盛行崇拜儂智高和其家屬的宗教習俗，其中包括旗岑廟(Đền Kỳ Sầm)等三座廟宇獲得越南政府認可為歷史文化資產，得以恢復祭祀儂智高之儀式與廟會。

### 引用
1. ↑  辞海编辑委员会编：《辞海·地理分册·历史地理》，1981年，23頁
2. ↑  苏士俊：《南宁府志·杂类志·驭蛮》
3. ↑  吴士连等《大越史记全书·本纪·卷之二》
4. 1 2  《大越史记全书·本纪·卷之二》辛巳三年、宋慶曆元年条
5. ↑  《大越史记全书·本纪·卷之二》癸未明道二年、宋慶曆三年条
6. ↑  《大越史记全书·本纪·卷之二》戊子五年、宋慶曆八年条
7. ↑  欧阳修《欧阳文忠公文集·集贤校理丁君墓表》
8. ↑  滕元发：《孙威敏征南录》，载《续金华丛书本》。
9. 1 2 3  余靖《大宋平蛮碑》
10. ↑  蔡绦：《铁围山丛谈》，载《裨海叢书》。
11. 1 2  司马光《涑水记闻》卷十三
12. ↑  沈括：《梦溪笔谈》
13. ↑  《宋史·蛮夷传三·广源州》
14. ↑  《大越史记全书·本纪·卷之二》癸巳五年、宋皇祐五年条
15. ↑  司马光《涑水记闻》
16. ↑  侬智高的下場，各史籍记载不一：马端临的《文献通考·四裔考七·西原蛮》说“不知所踪”，《文献通考》的《四裔考六·南诏》又说“侬智高败，奔大理，其国捕之以闻”；《宋史·蛮夷传三· 广源州》说“其存亡莫可知也”；《宋史》的《肖固传》说：“（肖固）募死士使入大理以取智高，至则为其国所杀，函首归献。”
17. ↑  黄现璠著：《侬智高》，广西人民出版社，1983年10月。
18. ↑  “《侬智高》是我国第一部研究壮族历史人物的专著，澄清了封建王朝近千年来强加在侬智高身上的历史污名。”黄现璠著：《古书解读初探——黄现璠学术论文选》（韦纯束撰“序一”），广西师范大学出版社，2004年。
19. ↑  “本书以丰富的史料对广西历史上著名的壮族人物侬智高及其起兵反宋的问题作了精辟的论述和深入研究，科学地评价了侬智高起义的性质和影响……”《民族文献提要1949～1989》第627页，云南教育出版社，1991年。
20. ↑  “辩证了国内外史学界对侬智高的国籍、起兵性质和历史作用等问题的偏误之说”。《广西民族研究》编辑部撰《开拓壮学 真诚奉献——纪念壮族著名教授黄现璠诞辰100周年》，载《广西民族研究》1999年第4期。
21. ↑  高雅寧. . 關鍵評論. 2025-01-07  [2025-07-23].

### 書籍
- 《宋史·廣源州蠻傳》